# 長篇小說
長篇小說（英語：Novel）是指篇幅长、内容多的小說。在17世紀，長篇小說與和歷險傳奇文學、短篇小說、中篇小說的定義很接近，現今「長篇小說」一詞已包含了它們的部分意思。長篇小說是較長的敘事虛構作品，是以散文的文字形式表現，以图书發行。長篇小說的英文源自義大利語：，意思是「新」、「新聞」或「新的小故事」。
依照Margaret Doody的定義，長篇小說有「連續且生動的歷史，長達約二千年」，其根源可以追溯到古希臘和古罗马文学、骑士文学以及義大利文藝復興中篇小說的傳統。有些小說家，例如纳撒尼尔·霍桑、赫尔曼·梅尔维尔、安·拉德克利夫、約翰·考珀·波伊斯將其作品稱為「傳奇小說」（Romances）。古代傳奇小說的型式在浪漫主义時再次出現的，特別是沃尔特·司各特的歷史傳奇小說和哥特小说。有些小說家，例如M. H. Abrams和沃尔特·司各特，認為小說是用虛構的敘事方式針對社會現實狀態的刻劃，而傳奇小說包括了強調神奇和不尋常事件的虛構敘述。有些包括了神奇或是不尋常事件的虛構作品也是長篇小說，例如《魔戒》、《杀死一只知更鸟》和《科學怪人》。傳奇小說是強調神奇和不尋常事件的虛構作品，雖然有Romances字眼，但和強調浪漫愛情的愛情小說（romance novel）不同。
日本紫式部的《源氏物語》是11世紀的作品，有些人也將此書稱為全世界第一本長篇小說，不過這部份仍有爭議，在此書之前也有不少長篇小說。中國在明朝（1368年-1644年）也出現了四大名著。歐洲早期的長篇小說作品是蘇非主義作家伊本·图费勒所著的《哈义·本·叶格赞的故事》。後來在印刷術普及之後，也出現了更多皊小說，像是米格尔·德·塞万提斯創作了《堂吉诃德》（第一部份是1605年所著），常稱為是近代史上最重要的歐洲小說家。文學歷史家伊恩·瓦特在The Rise of the Novel（1957年）一書中，認為現代的長篇小說是從十八世紀初開始的。

## 定义
西方小說有以下幾個特別點：虚构的叙事、特別的文学性行文、对媒介的特殊需求（运用纸張和印刷）、特有的主旨、以及長篇幅及類似史詩的架構。最近400年来，文學小說和历史敘事分离加速了这些特性的发展。

### 虛構的叙事
叙事中的虚构性是区分长篇小说与历史著作的主要特点。不過以历史的观点來看，這樣區分长篇小说和历史著作是有爭議的。
近代时期，历史著作与叙事文常常是混同的。为了使文章通顺，作者可以写入一些虚构的东西，只要基于常识即可。为了教育的意图，历史学家可以编造交谈的内容。另一方面，长篇小说可以描述关于一个地点或一段时期的社会、政治和个人的現实情形，其细节的清晰性是历史学家所无法达到的。
历史与小说的分野可以用審美層面來划定：小说应该显示出文学和艺术的特点。而写历史则是为了引发公众对历史责任的争论。因此，长篇小说可以处理历史问题。它可以分析那些永恒的价值，以艺术的方法把它们传递给个人读者。

### 文学性散文
現今長篇小說以散文為其標準的文體，但歐洲早期的長篇小說也有詩歌體的作品，例如南法罗曼语族的史詩詩歌，特別是克雷蒂安·德·特鲁瓦的作品（12世紀末），以及中古英语的作品，例如杰弗里·乔叟的《坎特伯雷故事集》。就算在19世紀，也有詩體的長篇小說，例如拜伦勋爵的《唐璜》、亚历山大·谢尔盖耶维奇·普希金的《叶甫盖尼·奥涅金》 ，以及伊丽莎白·巴雷特·勃朗宁的Aurora Leigh等。因此小說不一定就是以散文的形式表現。不過在解決了文學載體媒介的問題後．散文有許多的優點．因此成為現代小說的標準形式。

### 親密的體驗
不論是12世紀的日本或是15世紀的歐洲，虛構的散文產生了親密的閱讀情境。另一方面，像《奥德赛》和《埃涅阿斯纪》等史詩，則像是朗頌給特定的聽眾的（不過史詩相較於劇院中的表演，仍然是比較親密的體驗方式）。一個由個人的時尚、個人觀點、親密感受、秘密焦慮所組成的新世界，隨著長篇小說以及骑士文学的盛行而開始展開。

### 長度
現今的長篇小說是虛構散文中長度最長的文體，再來則是中篇小說（novella）。不過在17世紀，文學批評家認為傳奇小說長度應該和史詩相當，長篇小說則是長度較短的文學競爭者。不過不可能精確的定出這些文體之間的長度定義。哲學家和文學評論家卢卡奇·格奥尔格認為有關長度的要求和長篇小說應該包括生活整體的概念有關。

## 歷史

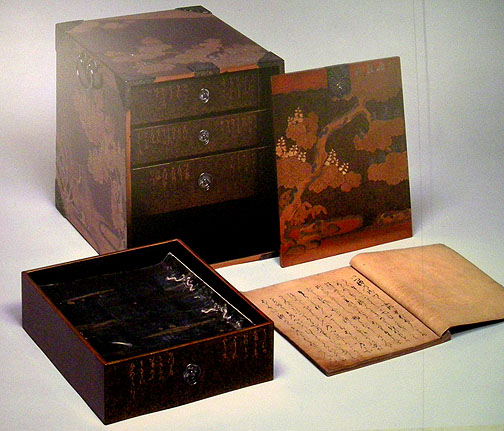
源氏物語

長篇小說是文學史中最晚出現的文體，因為它有比較長的章節段落，需要寫在紙上，所以要到印刷術發明以後，小說才脫離了口述說書的範圍。
公元一世紀的古羅馬時代，佩特羅尼烏斯寫出第一部故事詩集《萨蒂利孔》，他用精簡諷喻的方式寫出了詩詞中的故事。
《天方夜譚》，又稱《一千零一夜》，是一部源於東方口頭文學傳統、於9世紀左右以阿拉伯文成書的故事集，成書後一直在阿拉伯地區流傳，但只是普通的俗文學，不太受到重視，到18世紀初翻譯成法語，傳到西方，卻歷久不衰，影響了西方的文學創作，塑造了西方人心目中阿拉伯世界的形象，其中《阿里巴巴》、《阿拉丁》、《辛巴達》都是家喻戶曉的故事。這部作品在20世紀初經西方傳到中國，先後有兩個直接從阿拉伯文翻譯的大規模版本，以及無數轉譯、節譯甚至自創的版本，《天方夜譚》在世界上翻譯及發行量僅次於聖經。
十一世紀的日本平安時代，女文學家貴族紫式部寫出第一部愛情小說《源氏物語》，也是世界上最早的長篇寫實小說。
塞萬提斯的《唐吉訶德》是十七世紀的騎士小說，是第一部現代騎士小說。文學評論家多稱《唐吉訶德》是西方文學史上的第一部現代小說，也是世界文學的瑰寶之一。
《金瓶梅》﹑《三國演義》﹑《水滸傳》和《西遊記》四部古典章回小說，在明朝時合稱四大奇書。到了清朝以後，世人以《紅樓夢》取代《金瓶梅》，稱為中國的四大小說。這四部著作歷久不衰，其中的故事、場景，已經深深地影響了中國人的思想觀念、價值取向。四部著作都有很高的藝術水準，細緻的刻畫和所蘊含的思想都為歷代讀者所稱道。

## 外部連結
- The novel 1780-1832 （页面存档备份，存于） at the British Library
- The novel 1832-1880 （页面存档备份，存于） at the British Library
- The House of the Seven Gables with "Preface"
- . The Telegraph. 2 March 2021  [4 March 2021]. （原始内容存档于2015-07-02）.